# Hum Bistrički
 Hum Bistrički  falu Horvátországban Krapina-Zagorje megyében. Közigazgatásilag Máriabesztercéhez tartozik.

## Fekvése
Zágrábtól 24 km-re északkeletre, községközpontjától 2 km-re nyugatra a megye keleti részén, a Horvát Zagorje területén fekszik.

## Története
Mária Magdolna tiszteletére szentelt templomát 1580-ban említik először. 1876-ban újjáépítették, ekkor nyerte el mai formáját. A településnek 1857-ben 709, 1910-ben 1179 lakosa volt. Trianonig Zágráb vármegye Stubicai járásához tartozott. 2001-ben 520 lakosa volt.

## Nevezetességei
Szent Mária Magdolna tiszteletére szentelt temploma mai formájában 1876-ban épült a falu központjában, a Klopuča vrh nevű dombon. Nyugat-keleti tájolású, téglalap alakú, egyhajós templom, sokszögletű, sekély szentéllyel és tőle északra félkör alakú sekrestyével. A hajó két egyenlőtlen boltszakaszból áll, sekély csehsüvegboltozattal. A templom külső formája egyszerű, hangsúlyos, nagyméretű harangtoronnyal. Az épületet először a 16. század végén említették, a századok folyamán többször átépítették, a mai formája pedig a 19. századi beavatkozások eredménye. A berendezésből kiemelkedik a 18. század közepéről származó főoltár, Claudius Kautz munkája és az újabb készítésű feszület köré helyezett régi barokk szobrok.

## Külső hivatkozások
Máriabeszterce község honlapja